# Jean-Luc Crétier
Jean-Luc Crétier (n. 28 aprilie 1966, Albertville, Rhône-Alpes, Franța) este un schior alpin ce a reprezentat Franța, medaliat olimpic. A participat la 2 ediții ale Jocurilor Olimpice (1992, 1998) în care a câștigat o medalie de aur.